# Gangster, Gin und scharfe Hasen
Gangster, Gin und scharfe Hasen (Originaltitel: Guns, Girls and Gangsters) ist ein US-amerikanischer Kriminalfilm von Edward L. Cahn aus dem Jahr 1959 mit Mamie Van Doren und Gerald Mohr in den Hauptrollen. Seine Premiere feierte der Film in den USA im Januar 1959. In die deutschen Kinos kam der Streifen am 11. Dezember 1959. Im deutschen Fernsehen wurde der alternative Titel Der Überfall von Las Vegas genutzt.

## Handlung
Der soeben aus dem Knast entlassene Chuck plant nach der Silvesternacht den Geldtransporter, der die Einnahmen aus den Spielbanken von Las Vegas nach Los Angeles transportiert, zu überfallen. Zusammen mit dem skrupellosen Mike, mit dem Darren in Haft saß, haben sie sich einen raffinierten Plan ausgedacht. Darren nimmt Kontakt zu Mikes ehemaliger Frau Vi auf, die in einem Nachtclub in Vegas auftritt. Sie und der Clubbesitzer Darren sollen beim Überfall helfen. Das Trio spioniert über Wochen die Route des Transporters aus und findet für jede getroffene Sicherheitsmaßnahme eine Lösung. Für die in regelmäßigen Abständen vom Transporter gesendeten Funkcodes fahren Vi und Chuck hinter dem Transporter her und schneiden die Durchsagen der Wachleute mit.
Der Plan gerät außer Kontrolle, als Mike aus dem Knast ausbricht, Darren umbringt und an seine Stelle tritt. Darren wird von Mike gezwungen den Plan wie geplant durchzuführen. Sie zwingen den Wagen zum Halten, erschießen die Wachleute und nehmen deren Position ein. Der Plan scheitert lediglich, da sich im neuen Jahr der durchzugebende Code geändert hat, somit erweckt die Tonbandaufnahme den Verdacht der Polizei. Bei der anschließenden Verfolgung werden Darren und Mike von der Polizei getötet, Vi festgenommen.

## Soundtrack
Mamie Van Doren singt Anything Your Hearts Desires und Meet Me Half Way, Baby.

## Rezeption
Der Filmdienst betitelte den Film als „Routiniert inszenierter Kriminalfilm, der seine Spannung aus der präzisen Schilderung des Verbrechens bezieht“.

## Synchronisation
Für die ARD entstand 1987 eine zweite deutsche Synchronfassung bei der Berliner Synchron unter der Dialogregie von Bernd Liebner, der auch das Dialogbuch verfasste.
| Rolle              | Darsteller      | Synchronsprecher         |
| ------------------ | --------------- | ------------------------ |
| Ann Thomas         | Elaine Edwards  | Alexandra Lange          |
| Charles Wong       | Beal Wong       | Hans Nitschke            |
| Chuck Wheeler      | Gerald Mohr     | Engelbert von Nordhausen |
| Joe Darren         | Grant Richards  | Harry Wüstenhagen        |
| Lou Largo          | Paul Fix        | Joachim Röcker           |
| Mike Bennett       | Lee Van Cleef   | Manfred Lehmann          |
| Officer            | Alan Reynolds   | Alexander Herzog         |
| Sängerin Vi Victor | Mamie Van Doren | Evelyn Maron             |
| Tom Abbott         | Carlo Fiore     | Ortwin Speer             |
| Steve Thomas       | John Baer       | Udo Schenk               |
| Erzähler           | -               | Joachim Kerzel           |